# Gnophomyia tungurahuana
Gnophomyia tungurahuana är en tvåvingeart som beskrevs av Alexander 1946. Gnophomyia tungurahuana ingår i släktet Gnophomyia och familjen småharkrankar.
Artens utbredningsområde är Ecuador. Inga underarter finns listade i Catalogue of Life.